# Masdevallia calura
Masdevallia calura är en orkidéart som beskrevs av Heinrich Gustav Reichenbach. Masdevallia calura ingår i släktet Masdevallia och familjen orkidéer.
Artens utbredningsområde är Costa Rica. Inga underarter finns listade i Catalogue of Life.

## Bildgalleri

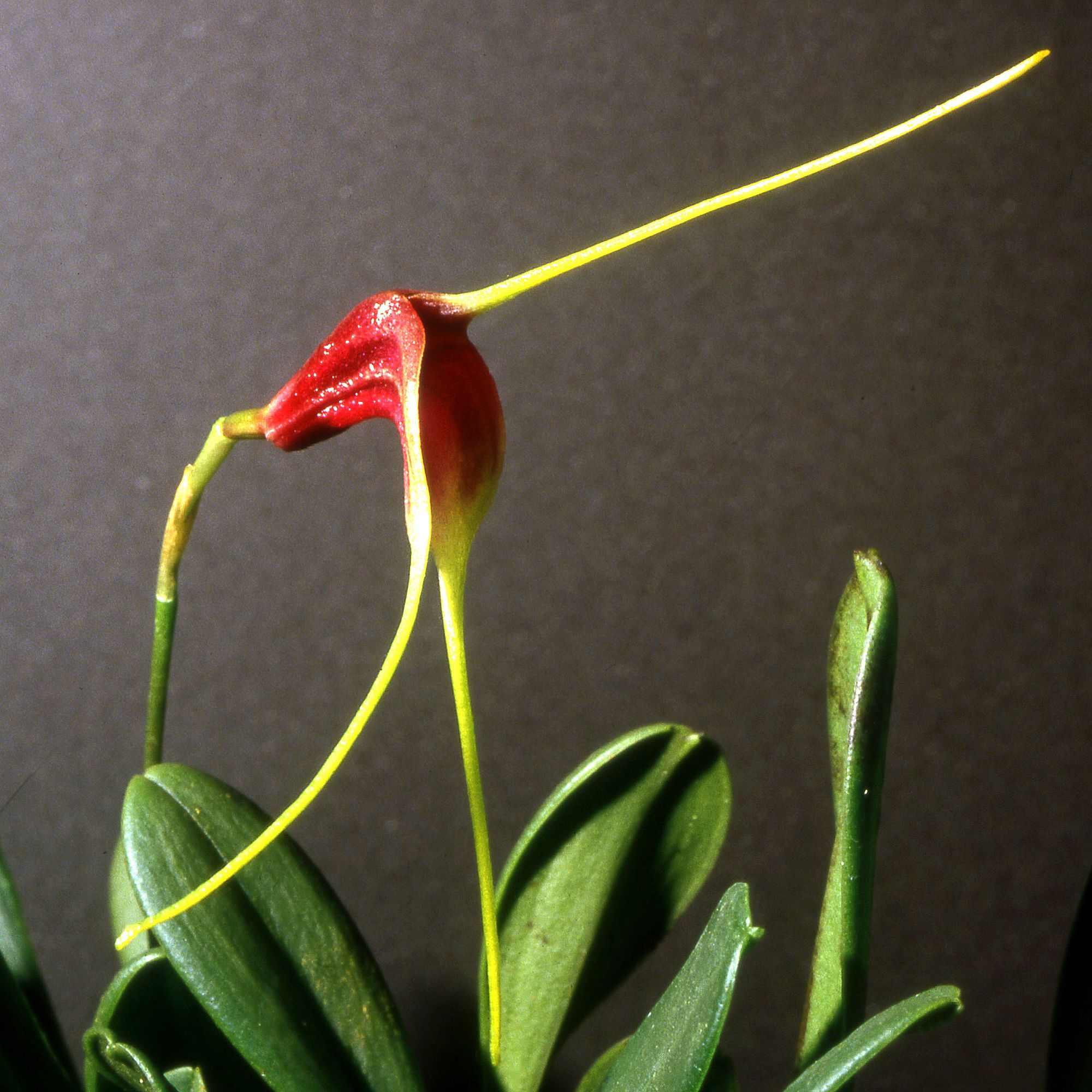
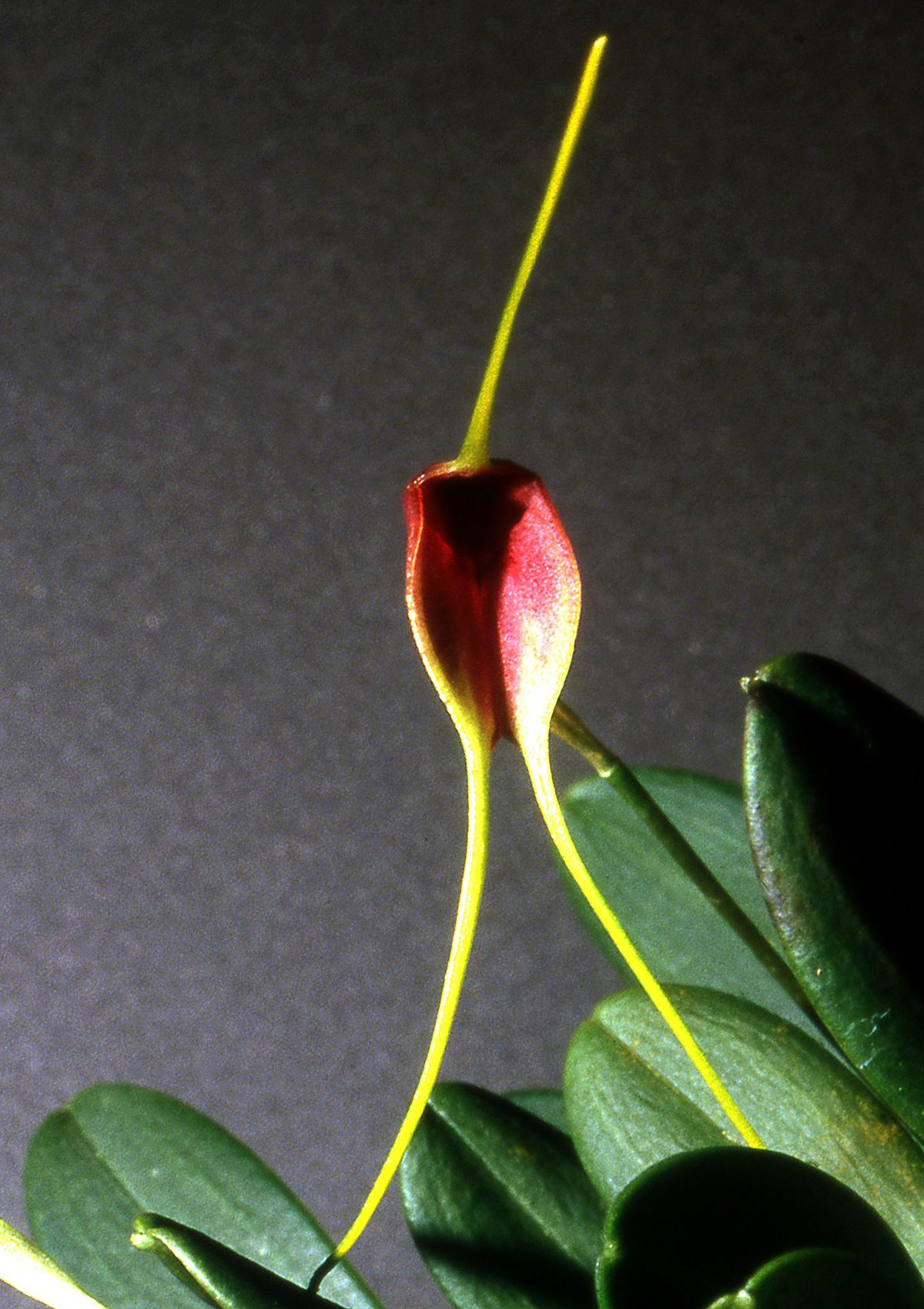